# Kirakira

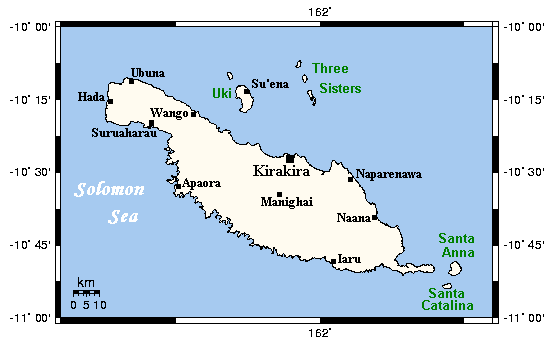
Thủ phủ Kirakira

 Kirakira  là tỉnh lỵ của tỉnh Makira - Ulawa, Quần đảo Solomon. Kirakira là thành phố biển nằm bên bờ phía Bắc của đảo Maraki (trước đây là San Cristobal), hòn đảo lớn nhất của tỉnh. Thành phố có dân số gần 1000 dân (2000).
Sân bay Kirakira được quản lý bởi Solomon Airlines, cung cấp các chuyến bay đến Honiara và các điểm đến khác.

## Trích nguồn
- Ples Blong Iumi: Solomon Islands, the past four thousand years. South Pacific Books Ltd. ngày 1 tháng 12 năm 1989. pp. 158. ISBN 978-982-02-0027-2.
- "Makira and Ulawa Province". Solomon Islands Visitors Bureau.
- Stanley, David (2004). Moon Handbooks: South Pacific (8 ed.). Avalon Travel. pp. 1034–1035. ISBN 978-1-56691-411-6. OCLC 224404243.
- "Domestic Route Map". Solomon Airlines. Archived from the original on 2007-01-27. Truy cập 2007-03-17.
- "Weatherbase: Historical Weather for Kirakira, Solomon Islands". Weatherbase. 2011. Truy cập ngày 24 tháng 11 năm 2011.